# Kraśniki csata
A kraśniki csata vagy kraszniki csata 1914. augusztus 23-án kezdődött Galíciában és az Orosz Birodalom határterületein, és két nappal később ért véget. Az 1. osztrák–magyar hadsereg legyőzte az orosz 4. hadsereget. Ez volt az Osztrák–Magyar Monarchia első győzelme az első világháborúban. Eredményeképpen az osztrák–magyar 1. hadsereg parancsnokát, Viktor Dankl tábornokot rövid ideig nemzeti hősként ünnepelték. Ez a csata volt az első az Osztrák–Magyar Monarchia és az Orosz Birodalom közötti, a galíciai fronton játszódó ütközetek közül.

## Előzmények
Az ütközet kevéssel a harctevékenységek kezdete után zajlott. 1914 augusztusát és szeptemberét keleten kisebb ütközetek jellemezték Ausztria–Magyarország, illetve Oroszország és Szerbia között. Mindegyik fél maximális gyorsasággal próbált mozgósítani, és a határhoz vezényelte a hadseregeit, hogy ezeket megvédjék, vagy hogy ellenséges területre nyomuljanak előre. A legtöbb kezdeti összecsapás orosz vagy szerb győzelemmel végződött. 1914. augusztus 23-ig az orosz csapatok mintegy 75 kilométert nyomultak előre Németország felségterületére. Az Osztrák–Magyar Monarchia augusztus 20-án Miéchow harc nélküli megszállásával minimális területi nyereséget ért el.
Ebben a korai periódusban az osztrák 1. hadsereg azt a feladatot kapta a vezérkari főnöktől, Conrad von Hötzendorftól, hogy nyomuljon előre Lublin és Breszt-Litovszk irányában, hogy felvegye az érintkezést az ellenséggel és elérje a stratégiai szempontból jelentős Varsó–Kijev vonalat. Az elképzelés az volt, hogy az 1. hadsereg a Visztula keleti partján nyomul előre, majd átkel a San folyón. A hadsereg keleti szárnyán Auffenberg osztrák 4. hadserege tevékenykedett. Ugyanekkor a Délnyugati Front parancsnoka, Ivanov utasította az orosz 4. és 5. hadsereget (Saltza, illetve Plehve parancsnoksága alatt), mérjenek csapást észak felől az Osztrák–Magyar Monarchia csapataira.

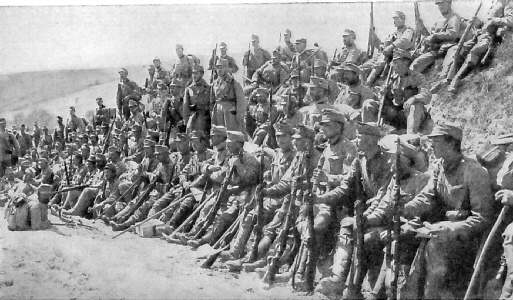
Osztrák–magyar csapatok pihenője 1914 augusztusában
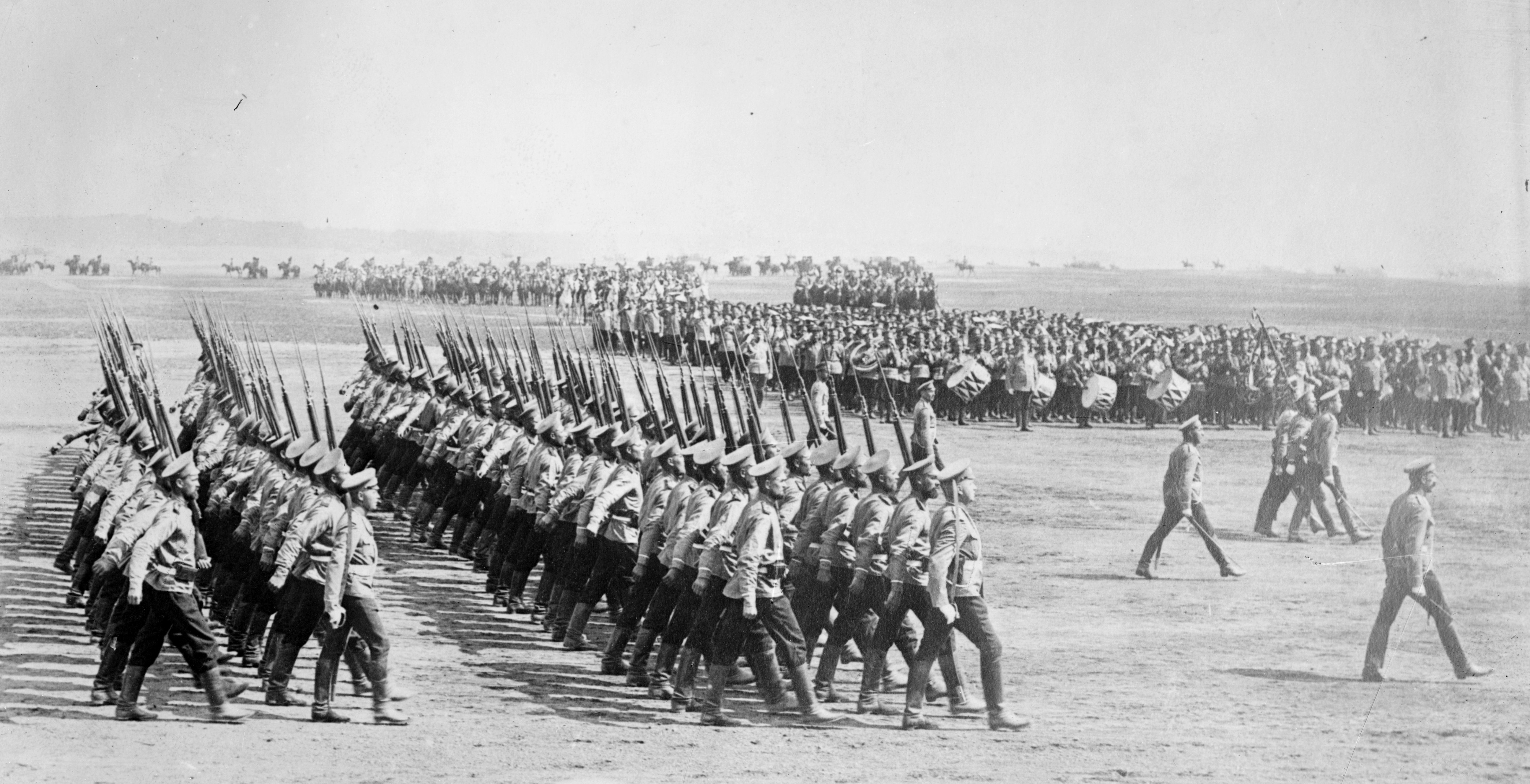
Az orosz gyalogság szemléje

## Az ütközet
A csata kezdetén az osztrák–magyar csapatok előnyökkel rendelkeztek az orosz seregtestekkel szemben: számbeli fölénnyel, valamint jobb stratégiai kiindulási pozícióval. Az osztrák–magyar 1. hadsereg 10 és fél gyaloghadosztályból és két lovashadosztályból állt, ezzel szemben az orosz 4. hadsereg (amely még nem mozgósított teljesen) mindössze 6 és fél gyaloghadosztállyal rendelkezett, amelyeket 3 és fél lovashadosztály erősített meg. Az osztrák vezérkari főnök utasításai megerősítették ezt a fölényt, ugyanis az osztrákok nagyobb alakulatokat összpontosítottak nyugaton, mint ahogy Ivanov és a törzsfőnöke, Alekszejev várta. Augusztus 22-én Alekszejev utasította az orosz 4. és 5. hadsereget, javítsanak rossz pozíciójukon. Bár ezek az utasítások valószínűleg lényegesen nagyobb vereségtől óvták meg az orosz 4. hadsereget, nem akadályozhatták meg a vereséget a szinte már a kezdete előtt eldőlt ütközetben. A csata éppen olyan kevéssé hasonlított a nyugati frontot uraló lövészárok-hadviselésre, mint a keleti front hadműveleteire, ugyanis a részt vevő alakulatok az esetek többségében lényegesen nagyobbak voltak. Nem építettek ki hosszabb ideig tartható állásokat, ugyanis egyik hadseregnek sem volt ideje arra, hogy beássa magát. Ehelyett az ütközet mozgékonyabb volt és nagy lovassági harc jellemezte, mivel a két fél összesen 5 és fél lovashadosztályt tudott bevetni. Lényegében véve frontális támadást indított mindkét hadsereg, az osztrákok az erőfölényüknek köszönhették a győzelmet. Az orosz jobb és középső hadtestek (a 18., a 14. és a 16.) egyenes arcvonalon vonultak vissza, a hadsereg balszárnyát Dankl jobbszárnya azonban befordította, így rés keletkezett az arcvonalon az orosz 4. hadsereg, illetve Zujev 25. hadteste között, amely az 5. hadsereg jobbszárnyán harcolt. Dankl nemsokára kiaknázta a lehetőséget, csapatai betörtek a résbe, átmenetileg elszigetelve ezzel a 4. hadsereget a többi orosz seregtől. 

## Következmények
A vereség után az orosz 4. hadsereg megkezdte a visszavonulást Lublin irányában az 5. hadsereggel együtt, amely néhány nappal később szintén vereséget szenvedett, Komarównál. A főparancsnok, Nyikolaj nagyherceg és Ivanov azonban változatlanul úgy vélték, az osztrákok a másik szárnyon összpontosítják a főerőiket, és a kraśniki csapást csak egy oldalvéd mérte. A vereséget így a veterán parancsnok, a 71 éves Salza alkalmatlansága bizonyítékának tekintették, és még az ütközet napján az 57 éves Evert lépett a helyébe. Közben Dankl tábornokot, az osztrák 1. hadsereg parancsnokát nemzeti hősként ünnepelték; a háború végéig számos kitüntetést kapott. Az ő érdeme volt az Osztrák–Magyar Monarchia első győzelme a háborúban, viszont csak rövid ideig tartott az ünneplés, ugyanis Dankl a csapataival később kénytelen volt Krakkó irányába visszavonulni.
A kraśniki ütközet összecsapások láncreakcióját váltotta ki a hosszú galíciai fronton, köztük a lembergi csatát is. Ezt az összecsapás-sorozatot nevezik galíciai csatának. A kraśniki csatával ellentétben az osztrák–magyar csapatok egy sor vereséget szenvedtek el, és 1914. szeptember 11-én Conrad arra kényszerült, hogy Galíciát részben kiürítse, a fronton pedig távolabb délnyugatra, a San mögé visszavonja.
Egyénibb szinten az ütközet nem csak Dankl vezérezredes karrierjében volt fontos pillanat, hanem az akkori Carl Gustaf Mannerheim vezérőrnagyéban is. Mannerheim parancsnoki teljesítményéért megkapta a Szent György-rendet, és sok más összecsapásban részt vett a galíciai csaták közben.

## Fordítás
- Ez a szócikk részben vagy egészben  a   Schlacht von Kraśnik című német Wikipédia-szócikk ezen változatának fordításán alapul.  Az eredeti cikk szerkesztőit annak laptörténete sorolja fel. Ez a jelzés csupán a megfogalmazás eredetét és a szerzői jogokat jelzi, nem szolgál a cikkben szereplő információk forrásmegjelöléseként.